# Shakes proti Shavovi
Shakes proti Shavovi (1949, Shakes versus Shav) je poslední dokončené dílo anglického dramatika irského původu Georga Bernarda Shawa, nositele Nobelovy ceny za literaturu za rok 1925. Jde o loutkovou grotesku v blankversu prvně hranou na Malvernském divadelním festivalu.
Hra vznikla poté, když přední anglický loutkář Waldo Lanchester věnoval autorovi dva maňásky představující Shakespeara a Shawa s prosbou, aby pro ně něco napsal. Shawovi se nápad zalíbil a napsal hru o jeho souboji se Shakespearem.
Na počátku hry vstoupí Shakes třesoucí se vzteky na irského ďábla. Jakmile se objeví Shav, propukne divoká rvačka, jak se na maňáskové divadlo sluší. Shakes pošle Shava levačkou na devět sekund k zemi, ale pak inkasuje direkt na bradu a je Shavem odpočítán. Když vstane, vymlouvá se, že Shav je o tři sta let mladší, a mění pěstní souboj na souboj literární. Vytahuje se svými tragédiemi, například Hamletem a Králem Learem. Shav kontruje svým Domem zlomených srdcí, kde prý je obsažen Lear i s dcerami a dál tvrdí, že Shakes nebyl první, kdo zpíval o zlomených srdcích, zatímco on, Shav, byl první, kdo učil, jak zlomená srdce spravovat. Nakonec žárlivý Shakes sfoukne Shavovu svíčku a končí celou hříčku slovy Macbetha Zhasni, knůtku.